# Bnon
Bnon o Sheshi fue el segundo soberano la dinastía XV de Egipto, según Flavio Josefo. Gobernó ca. 1625 - 1612 a. C.
Manetón asigna a Bnon 44 años de reinado, según Flavio Josefo, y Julio Africano en la versión del monje Jorge Sincelo, aunque actualmente la duración de su gobierno se considera en torno a los trece o catorce años.
El lugar de Sheshi, en el segundo puesto en la dinastía XV, se asociaría en consecuencia con el Bnon de Manetón, y por la semejanza estilística de sus escarabeos con los de Sejaenra. 
Es conocido arqueológicamente por los escarabeos encontrados en Palestina y Sudán.
De los datos estratigráficos resultaría que este soberano fue contemporáneo de Rahotep, considerado el fundador de la dinastía XVII. 
Jürgen von Beckerath identifica a Bnon con Maaibra Sheshi, nombres hallados en los escarabeos hicsos.

## Titulatura
| Titulatura | Jeroglífico | Transliteración (transcripción) - traducción - (referencias) |

| N37 · N37 | i |

| N37 · N37 | i |

| N37 · N37 | i |

| N37 · N37 | i |

| N37 · N37 | i |

| N37 · N37 | i |

| N37 · N37 | i |

| N37 · N37 | i |

| N37 · N37 | i |

| N37 · N37 | i |

| N37 · N37 | i |

| N37 · N37 | i |

| N37 · N37 | i |

| N37 · N37 | i |

| N37 · N37 | i |

| N37 · N37 | i |

| N5 | U4 | D36 · ib |

| N5 | U4 | D36 · ib |

| N5 | U4 | D36 · ib |

| N5 | U4 | D36 · ib |

| N5 | U4 | D36 · ib |

| N5 | U4 | D36 · ib |

| N5 | U4 | D36 · ib |

| N5 | U4 | D36 · ib |

| N5 | U4 | D36 · ib |

| N5 | U4 | D36 · ib |

| N5 | U4 | D36 · ib |

| N5 | U4 | D36 · ib |

| N5 | U4 | D36 · ib |

| N5 | U4 | D36 · ib |

| N5 | U4 | D36 · ib |

| N5 | U4 | D36 · ib |

## Otras hipótesis
- Según W.A. Ward puede ser Jyan
- Según Kim Ryholt este soberano se debería asignar a la dinastía XIV.